# Socialismo fascista
Socialismo fascista (Socialisme fasciste) è un saggio dello scrittore e saggista francese Pierre Drieu La Rochelle pubblicato nel 1934 da Gallimard.

## Trama
Questo testo è una raccolta di saggi e segna la sua meditata e tormentata adesione al fascismo francese. Un fascismo segnato da venature ecologiste ed europeiste, e dal superamento del vecchio nazionalismo, finito nelle trincee della prima guerra mondiale.
Per La Rochelle le vecchie ideologie, quella liberale e quella marxista, così come le categorie della politica, destra e sinistra, non sono più in grado di interpretare il mondo così come si stava evolvendo.
Il primo saggio del volume è una critica al marxismo, al mito della lotta di classe e della rivoluzione proletaria. Il secondo è un confronto tra le filosofie di Marx e di Nietzsche, con una evidente preferenza per quest'ultimo. Il socialismo del fascismo è, per La Rochelle, l’aspirazione ad una maggiore giustizia sociale, senza però cadere nell’utopia e nell’astratto egualitarismo.
Gli altri saggi riguardano la situazione politica francese, una critica alla dittatura, e la Germania in quegli anni.

## Edizioni
- Drieu La Rochelle, Socialismo fascista, traduzione di Sabino Riccio (a cura di Carlo Cerbone), Roma, EGE, 1974,  p. 236.
- Drieu La Rochelle, Socialismo fascista, Milano, Ritter, 2009,  p. 236.